# Junctichela similis
Junctichela similis is een mosselkreeftjessoort uit de familie van de Sarsiellidae. De wetenschappelijke naam van de soort is, als Sarsiella similis, voor het eerst geldig gepubliceerd in 1905 door Scott.